# Gmina Konstancin-Jeziorna
Die Gmina Konstancin-Jeziorna ist eine Stadt-und-Land-Gemeinde im Powiat Piaseczyński der Woiwodschaft Masowien in Polen. Ihr Sitz ist die gleichnamige Kurstadt mit etwa 17.000 Einwohnern.

## Geographie

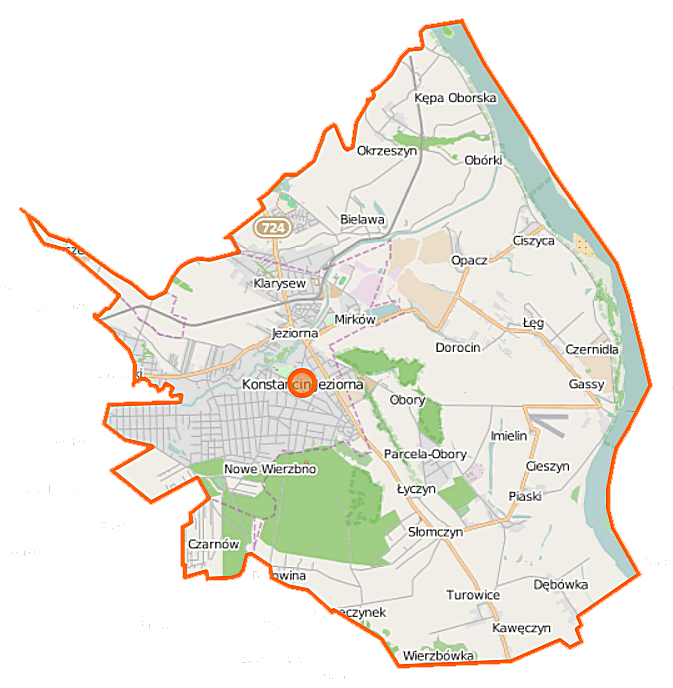
Karte der Gemeinde

Nachbargemeinden sind die Hauptstadt Warschau im Norden, Józefów, Otwock sowie Karczew im Osten, Góra Kalwaria im Süden und Piaseczno im Westen. Die Stadt Piaseczno, Sitz des Powiat, ist drei Kilometer entfernt.
Die Gemeinde hat eine Fläche von 78,3 km², die zu 63 Prozent land- und zu 13 Prozent forstwirtschaftlich genutzt wird. Ihre Ostgrenze wird von der Weichsel gebildet. Am Ufer des naturbelassenen, nicht schiffbaren Stroms gibt es Sandstrände, die ständiger Veränderung unterworfen sind. Durch die Gemeinde und ihren Hauptort fließt die Jeziorka.

## Geschichte
Die Landgemeinde wurde 1973 aus verschiedenen Gromadas gebildet. Ihre Vorgänger waren die bis 1954 bzw. bis 1952 bestehenden Gmina Jeziorna und Gmina Skolimów-Konstancin. Stadt- und Landgemeinde wurden 1990/1991 zur Stadt-und-Land-Gemeinde vereinigt.
Das Gemeindegebiet kam 1972 vom Powiat Warschau zum Powiat Piaseczyński. Es gehörte von 1945 bis 1975 zur Woiwodschaft Warschau. Im Jahr 1975 kam es zur verkleinerten Woiwodschaft gleichen Namens, der Powiat wurde aufgelöst. Zum 1. Januar 1999 kam die Gemeinde zur Woiwodschaft Masowien und wieder zum Powiat Piaseczyński.

## Partnergemeinden
Gemeindepartnerschaften bestehen mit:
- Cēsis in Lettland, seit 2009
- Denzlingen in Baden-Württemberg, Deutschland, seit 2011
- Hranice na Moravě in Tschechien, seit 2006
- Kremenez in der Ukraine, seit 2007
- Leidschendam-Voorburg in Südholland, Niederlande, seit 1990
- Naujoji Vilnia in Litauen, seit 2009
- Pisogne in der Lombardei, Italien, seit 2008
- Saint-Germain-en-Laye, Île-de-France, Frankreich, seit 1992

## Gliederung
Zur Stadt-und-Land-Gemeinde Konstancin-Jeziorna gehören neben der Stadt 23 Dörfer mit einem Schulzenamt:
- Bielawa
- Borowina
- Cieciszew
- Ciszyca
- Czarnów
- Czernidła
- Dębówka
- Gassy
- Habdzin
- Kawęczyn
- Kawęczynek
- Kępa Oborska
- Kępa Okrzeska
- Kierszek
- Łęg
- Obory
- Obórki
- Okrzeszyn
- Opacz
- Parcela
- Piaski
- Słomczyn
- Turowice

Die Stadt selbst gliedert sich in die vier osiedla Mirków, Grapa, Nowe Wierzbno und Stare Wierzbno.
Weitere Orte und Weiler der Gemeinde sind Imielin, Łyczyn und Kępa Falenicka.

## Kultur und Sehenswürdigkeiten
- Herrenhaus in Obory (Dwór w Oborach), genutzt vom Literatenverband mit Park und Nebengebäuden
- Stara Papiernia (Alte Papierfabrik), ein Einkaufszentrum in denkmalgeschützten Fabrikgebäuden aus dem 19. Jahrhundert in Konstancin-Jeziorna
- Das Museum der Märchen, Sagen und Erzählungen (Muzeum Bajek, Baśni i Opowieści - Mubabao) befindet sich in einem Privathaus im Ortsteil Czarnów. Es stellt Exponate zur Geschichte der mündlichen Überlieferung aus und lädt Erzähler aus der ganzen Welt zu Publikumsveranstaltungen ein.[4]
- Die Villa la Fleur beherbergt in zwei Häusern mit Park eine umfangreiche Privatsammlung von Werken vor allem polnischer Künstler der klassischen Moderne ("École de Paris").

## Verkehr
Die Woiwodschaftsstraßen DW724 und die DW721 führen durch das Gemeindegebiet. Eine Fähre verbindet von April bis November Gassy mit der Stadt Karczew.
Der internationale Flughafen Warschau ist 15 Kilometer entfernt. – Bei Gassy befindet sich ein Fluggelände für Kleinflugzeuge.